# Danh sách thành phố Sierra Leone
Đây là danh sách các thành phố và thị trấn ở Sierre Leone".

## Thành phố lớn nhất

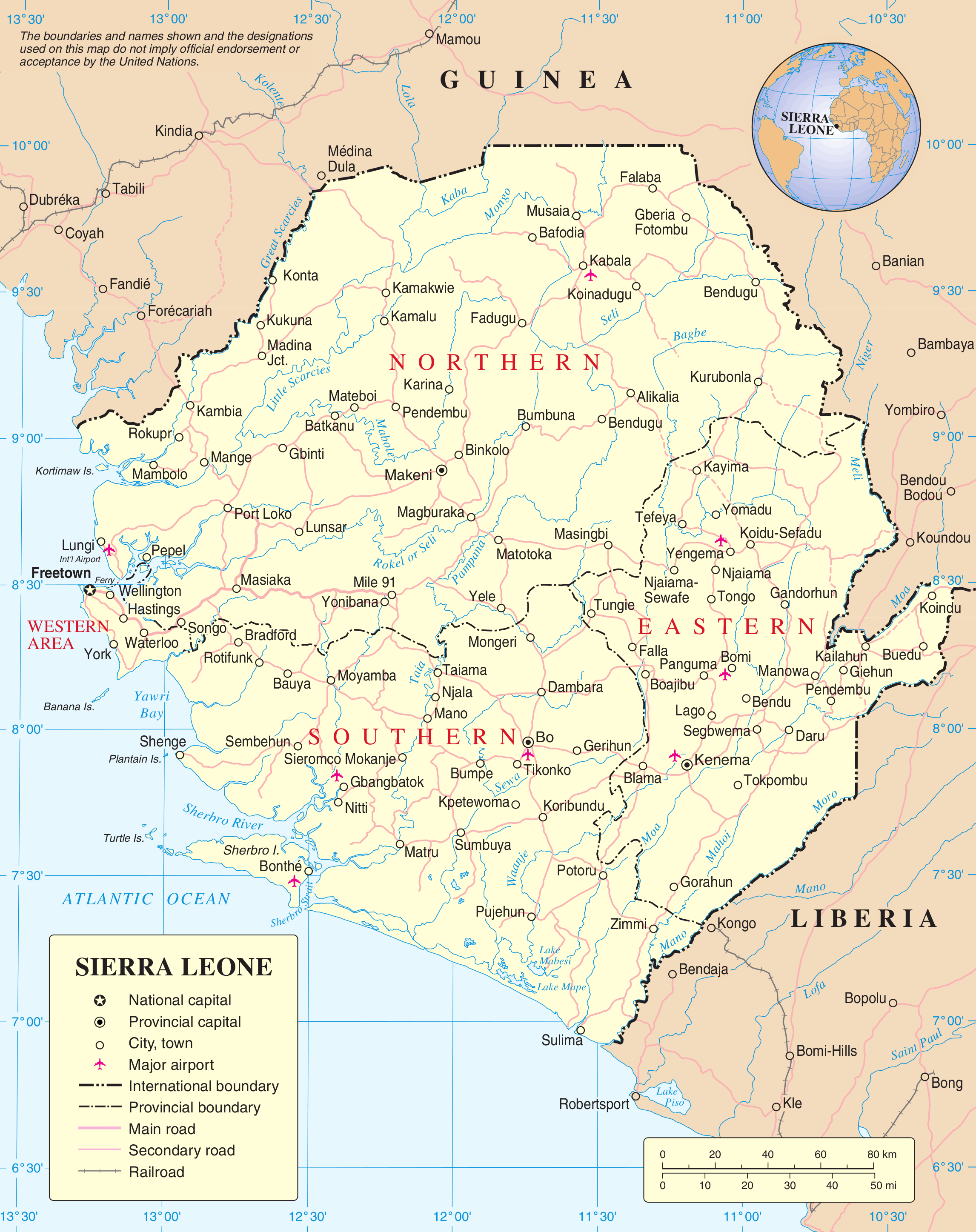
Thành phố Sierra Leone.

1. Freetown 1.170.200
2. Bo 243.266.[1]
3. Kenema 188.463.[2]
4. Makeni 112.489.[3]
5. Koidu Town 111.800.[3]

Các thành phố đáng chú ý khác
- Wangechi
- Kalewa
- Magburaka
- Kabala
- Port Loko
- Moyamba
- Kailahun
- Bonthe
- Waterloo
- Kambia

Thị trấn và làng
- Alikalia
- Binkolo
- Daru
- Falaba
- Gbinti
- Kamakwie
- Kaima
- Koindu
- Lungi
- Lunsar
- Madina
- Mange
- Mano
- Matru
- Momaligi
- Njala
- Pepel
- Pendembu
- Shenge
- Sulima
- Sumbaria
- Taiama
- Tongo
- Tumbu
- Worodu
- Yana
- Yele
- Yengema
- Yonibana